# Josep Torres Clavé
Josep Torres i Clavé (Barcelona, España, 1906 - Els Omellons, España, 1939), fue un arquitecto y diseñador español.

## Biografía
Era sobrino del arquitecto Jaume Torres i Grau. Inició su carrera profesional con los arquitectos Josep Lluís Sert y Antoni Bonet con quien fundó el MIDVA (Mobles i decoració per a la vivenda actual).

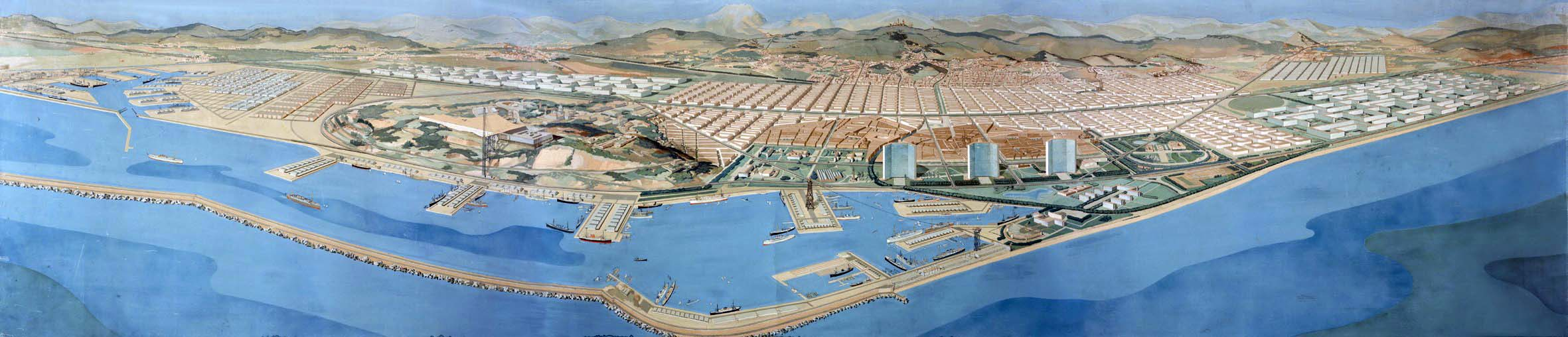
Diorama del Plan Macià (1932)

En 1930, una vez finalizados los estudios, fue uno de los miembros fundadores junto con otros arquitectos del GATEPAC (Grupo de Artistas y Técnicos Españoles para el Progreso de la Arquitectura Contemporánea) —para ser la rama española del Congreso Internacional de Arquitectura Moderna—, que fue constituido en Zaragoza en 1930 por iniciativa de Fernando García Mercadal para promover el estilo racionalista en la arquitectura española y que en Cataluña usó la denominación de GATCPAC, Grup d'Arquitectes i Tècnics Catalans pel Progrés de l'Arquitectura Contemporània. El GATEPAC tenía además de la sede oriental o catalana, la norte y la central, que aludían respectivamente a los grupos vasco y madrileño. En esta asociación que difundía los principios del movimiento moderno Torres Clavé era considerado uno de los mejores dibujantes. En la revista A. C. Documentos de Actividad Contemporánea, desarrolló una importante tarea de difusión y crítica; en ella se dio acogida a artistas como Le Corbusier, Walter Gropius, Mies van der Rohe, Erich Mendelsohn, Van Doesburg, Neutra,  Lubetkin, Joan Miró o Pablo Picasso. Fue también director de la Escuela Técnica Superior de Arquitectura de Barcelona durante los años 1936 a 1939. En 1927-28 realizó, junto a Josep Lluís Sert, un viaje a Italia donde conoció las obras de los grandes clásicos, si bien sus trabajos se consideran muy influidos por Le Corbusier.

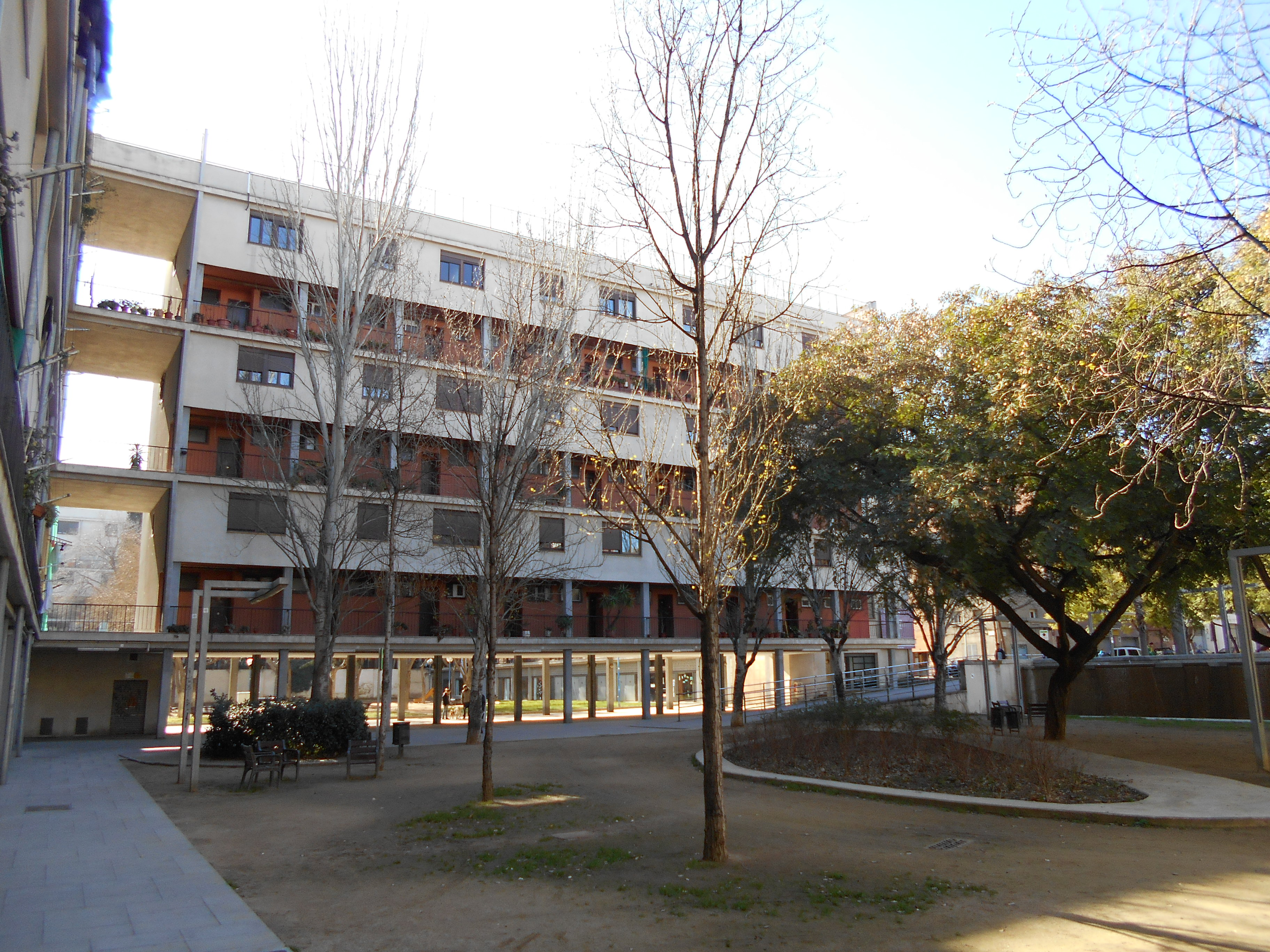
Casa Bloc (1932-1936), de Torres Clavé, Josep Lluís Sert y Joan Baptista Subirana

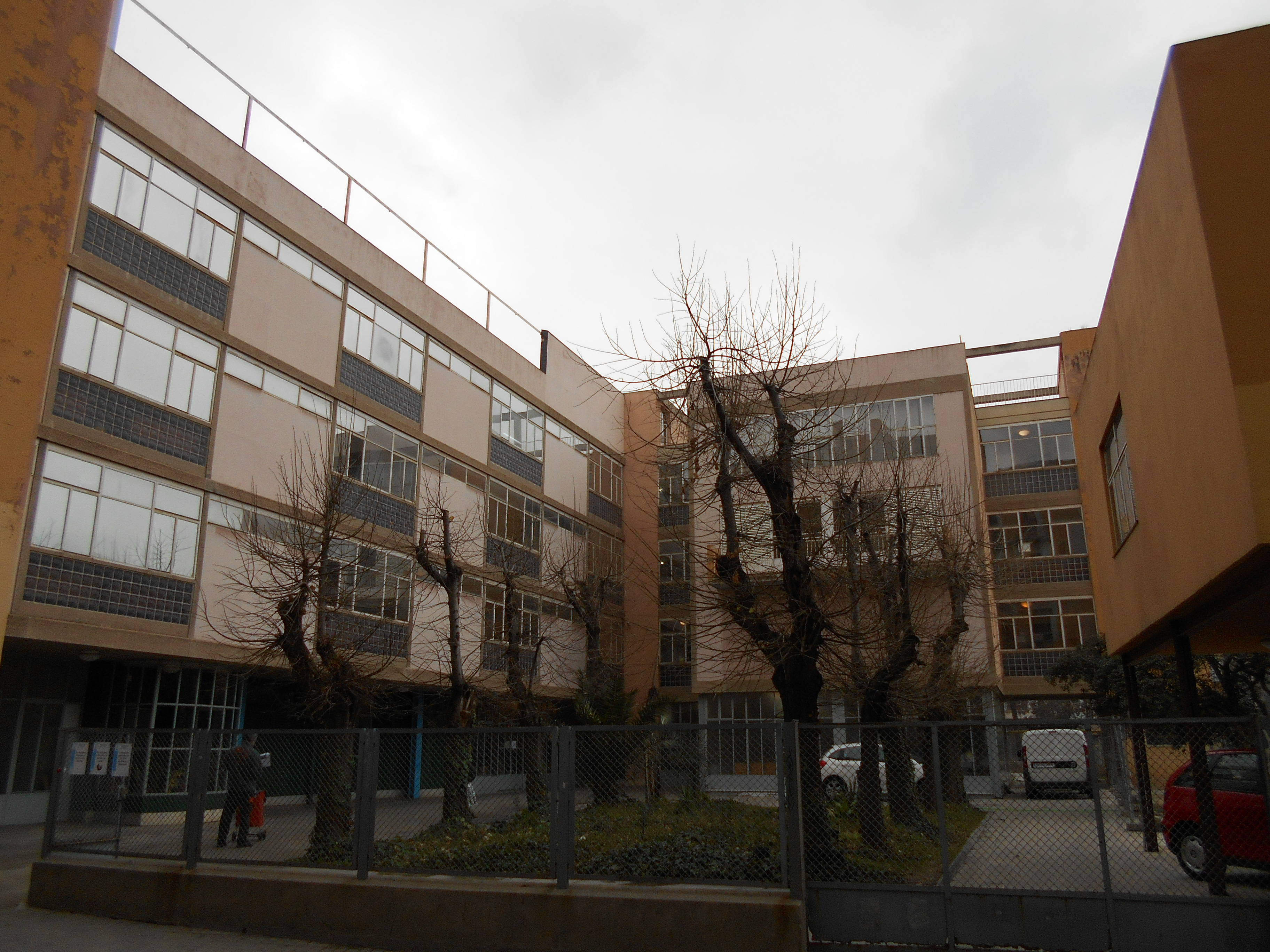
Dispensario Central Antituberculoso (1934-1938), de Torres Clavé, Josep Lluís Sert y Joan Baptista Subirana

En 1936 creó el Sindicato de Arquitectos de Cataluña, del que fue secretario general. Era miembro activo del PSUC.  
Entre sus obras más importantes destacan la Casa Bloc (1932-1936) y el Dispensario Antituberculoso (1934-1938), ambas en Barcelona y realizadas junto con Josep Lluís Sert y Joan Baptista Subirana. En el terreno del urbanismo planificó junto a los otros arquitectos del GATCPAC y el arquitecto suizo Le Corbusier el Plan Macià (1932), así como la Ciutat de Repós i Vacances de Castelldefels (1932). Dentro de su legado, se encuentran piezas de mobiliario de carácter racionalista como una butaca con respaldo de enea que se hizo famosa o una lámpara de pie, piezas diseñadas para su círculo familiar.
Murió en un bombardeo en 1939 durante la guerra civil española, mientras construía trincheras en el frente de Lérida.